# We Care a Lot
We Care a Lot ist das Debütalbum von Faith No More, damals auf der Vinylveröffentlichung des Albums auch als „Faith. No More“ bezeichnet. Es erschien 1985 auf dem kleinen, in San Francisco beheimateten Label Mordam Records.

## Entstehung und Stil
We Care a Lot entstand, nachdem die Band mit eigenen finanziellen Mitteln ein fünf Titel umfassendes Demo aufgenommen hatte, das die Labelgründerin von Mordam, Ruth Schwartz, bekam. In der Folge wurde die Platte als erstes Album des kleinen Independent-Labels herausgebracht. Der Albumtitel stammt vom gleichnamigen Song, der auf dem Nachfolger Introduce Yourself erneut in überarbeiteter Fassung zu hören war. Er kritisiert die als heuchlerisch beschriebene Situation rund um das Benefiz-Festival Live Aid angesichts des Reichtums der teilnehmenden Musiker. Musikalisch sind bereits einige der späteren Markenzeichen der Band, wie etwa eingängige Riffs, härtere Gitarren, Keyboards und vielfältige Songstrukturen zu hören. Die Stimme des damaligen Sängers Chuck Mosley wurde auf dem Album streckenweise als „monoton“ und „farblos“ bezeichnet. Das Album erschien zunächst nur als LP und Cassette – erst 1995 wurde es auf CD herausgebracht.
Das Stück We Care a Lot wurde später als Erkennungsmelodie der Fernsehsendung Dirty Jobs auf dem Sender Discovery Channel verwendet.

## Rezeption
Auf der Webseite Allmusic.com nannte Greg Prato den Klang des Debütalbums von Faith No More trotz einiger erkennbar vorhandener späterer Komponenten der Band „nicht so fokussiert, wie er einmal sein wird“. Es werde deutlich, dass der fehlende Bestandteil des Puzzles der spätere Sänger Mike Patton sei. Er vergab drei von fünf Sternen.

## Titelliste
1. We Care a Lot – 4:08
2. The Jungle – 3:10
3. Mark Bowen – 3:33
4. Jim – 1:16
5. Why Do You Bother – 5:39
6. Greed – 3:50
7. Pills for Breakfast – 2:59
8. As the Worm Turns – 3:11
9. Arabian Disco – 3:16
10. New Beginnings – 3:46